# Maynard Eziashi
Maynard Eziashi (ur. 1965 w Londynie) – brytyjski aktor filmowy i telewizyjny pochodzenia nigeryjskiego.
Laureat Srebrnego Niedźwiedzia dla najlepszego aktora na 41. MFF w Berlinie za rolę w filmie Pan Johnson (1990) Bruce'a Beresforda. Wystąpił również w takich filmach, jak m.in.: Bopha! (1993) Morgana Freemana, Ace Ventura: Zew natury (1995) Steve'a Oedekerka czy Kontrakt na zabijanie (2006) Bruce'a Beresforda.